# 錢天寵
錢天寵（？年—？年），四川順慶府鄰水縣人，歲貢，雍正五年左右，任梓潼縣教諭，雍正五年奉上諭保舉孝友端方，由署梓潼縣知縣葉開運會同教官錢天寵、周蕃等保舉廩膳生員王純。